# Gaius Aquilius Gallus
Gaius Aquilius Gallus (* um 116 v. Chr.; † vor 44 v. Chr.) gehörte zu den bedeutendsten Juristen der späten römischen Republik. Er entstammte dem Ritterstand und durchlief die senatorische Laufbahn (cursus honorum) bis zur Prätur 66 v. Chr. Aquilius war ein Schüler des Quintus Mucius Scaevola und Lehrer des Servius Sulpicius Rufus, der ihm „das größte Ansehen beim Volk“ attestiert. Aquilius lebte in Rom, wo er ein prächtiges Haus auf dem Viminal besaß, zeitweise auf der Insel Cercina.
Eine politische Karriere verfolgte Aquilius nach der Bekleidung der Prätur nicht weiter. Vielmehr widmete er sich den Aufgaben eines römischen Juristen, die in der Beratung und Begutachtung im Rechtsverkehr und vor Gericht (respondere und agere), vor allem in der Vertragsgestaltung (cavere), lagen. Von dieser Tätigkeit zeugen mehrere Rechtsinstitute, die auf Aquilius zurückgeführt werden: Cicero nennt Aquilius den Schöpfer der formulae de dolo („Arglistformeln“), also offenbar der actio de dolo („Arglistklage“) und der exceptio doli („Einrede der unzulässigen Rechtsausübung“). Die stipulatio Aquiliana, ein Instrument zur Bereinigung komplexer Geschäftsbeziehungen, trägt ebenso seinen Namen wie die Testamentsgestaltung für den Fall, dass nach Testamentserrichtung zuerst der Sohn des Erblassers, sodann der Erblasser stirbt und schließlich ein noch vom Sohn gezeugter Enkel geboren werden sollte (postumus Aquilianus).
Für eine – in der römischen Republik niemals berufliche – Tätigkeit als Richter (iudex) in Privatprozessen finden sich zwei Belege, einer für eine schiedsrichterliche/vermittelnde Funktion, als juristischer Berater erscheint er in Ciceros Rede für Caecina, in Cicero, pro Balbo 45 und im Zusammenhang mit seinem Bonmot in Cicero, Topica 51:
Nihil hoc ad ius; ad Ciceronem – „Das betrifft nicht das Recht, sondern Cicero“.
Aquilius wird von den Zeitgenossen und der Nachwelt mit Vorstellungen von flexibler Rechtsanwendung in Verbindung gebracht, die auf die ganz speziellen Umstände des Einzelfalls Rücksicht nehmen. Er habe – so Cicero in pro Caecina 78 – „die Theorie des bürgerlichen Rechts niemals von der Billigkeit getrennt“ und sei „ein so gerechter und anständiger Mann, dass er von Natur aus, nicht erst durch Bildung rechtskundig zu sein scheint“.